# Trixie Friganza
Trixie Friganza (29 de noviembre de 1870-27 de febrero de 1955) fue una actriz teatral y cinematográfica estadounidense. En sus inicios fue una soprano soubrette de opereta, abriéndose paso desde el puesto de corista para llegar a ser la protagonista de comedias musicales y disponer de números propios en el circuito de vodevil.
Pasó al cine a comienzos de los años 1920, interpretando principalmente pequeños papeles que eran peculiares y cómicos, retirándose de la escena en 1940 por problemas de salud. Pasó sus últimos años enseñando arte dramático a mujeres jóvenes en una escuela conventual, dejando a su muerte todos sus bienes al convento. 
Fue muy solicitada como actriz cómica tras el éxito de The Chaperons (con el papel de «Aramanthe Dedincourt»), siendo también conocida por sus papeles teatrales de Caroline Vokes en The Orchid, Mrs. Radcliffe en The Sweetest Girl in Paris, así como por diferentes personajes en The Passing Show. En la cima de su fama ella aprovechó la misma para promover temas sociales, cívicos y políticos de importancia, tales como el amor propio y el movimiento sufragista.

## Biografía

### Inicios
Nacida en Grenola, Kansas, su verdadero nombre era Delia O'Callaghan. De madre de ascendencia española y padre irlandés, ella fue criada en Cincinnati, Ohio. Tenía dos hermanas menores, y cursó studios en la St. Patrick's School de Cincinnati. Ella tomó el nombre artístico de Friganza a partir del nombre de soltera de su madre (Margaret Jane Friganza), el cual le gustaba y consideraba apropiado para la escena. Un amigo y colega llamado Digby Bell (de Digby Bell Opera Co.), la bautizó “Trixie” al principio de su carrera, y el nombre pegó, por lo que nunca volvió a utilizar Delia. 
Friganza empezó a trabajar a temprana edad (12 o 13 años) para ayudar económicamente a la familia, ganando tres dólares semanales como cajera. Aunque iba ascendiendo en su trabajo y ganaba 5 dólares semanales a los 16 años de edad, un amigo la convenció para que aprovechara su talento como cantante y actriz probando suerte en el teatro, donde se conbraba el doble o el triple de su salario. Así, pasó una prueba para ser corista en The Pearl of Pekin’ (1889). Consiguió el puesto pero, a fin de evitar a su familia pasar vergüenza (en la época tenían mala reputación las mujeres con carreras teatrales), optó por empezar a actuar una vez el show se representó en Cleveland, Ohio. 
Su madre quedó desconsolada por la decisión de su hija. Incluso solicitó a las autoridades de Cleveland que llevaran a su hija ante un juez para que se justificara su decisión de trabajar en el teatro. Finalmente el juez quedó convencido de que Friganza había tomado una decisión racional, iniciándose así una trayectoria teatral que iba a durar unos cincuenta años.

### Carrera teatral (1889–1917)
En los siguientes años Friganza viajó en gira con muchas compañías teatrales, pasando de representar papeles como corista a personajes más destacados con textos propios. Su deseo de mejorar como artista impresionó a los agentes teatrales, al público y a otros actores, al igual que el tono de su voz y su sentido del humor.
Ella trabajó principalmente en las comedias musicales, pero también interpretó algunas producciones dramáticas, aunque finalmente decidió volver a la interpretación de comedias.

### Carrera en el vodevil (1906–1932)
Trixie Friganza pasó con facilidad de la comedia musical al vodevil. Su primera actuación en el género habría sido en el Keeney’s Theatre el 6 de mayo de 1905, o en el Hammerstein’s Theatre de Nueva York en el verano de 1906. A partir de entonces alternó el vodevil con el teatro hasta 1912–1913, temporada en la que empezó a actuar de manera principal en el circuito de vodevil. 
A lo largo de su trayectoria, actuó en el Palace Theatre de Benjamin Franklin Keith, en Nueva York, no menos de diez veces, siendo cabeza de cartel en cinco de ellas entre abril de 1924 y abril de 1929 consiguiendo con las mismas un gran éxito. En 1919 representó en gira un número titulado “At a Block Party”, elogiado por la crítica del Dramatic Mirror. Otro de sus números de mayor éxito fue “My Little Bag O’ Trix”. Entre sus shows representados en solitario figura el llamado “Trixie Friganza Road Show” (1921), así como otros muchos que no tuvieron título.
En 1929 Friganza rodó un corto de diez minutes con técnica Vitaphone con el título "My Bag O' Tricks", el cual se preserva en la actualidad, y que muestra cómo debían haber sido los números de vodevil interpretados por ella.

### Vida personal
Trixie Friganza era una persona comprometida desde el punto de vista social y cívico. Para una mujer de principios de siglo, apoyar el sufragio femenino y promover una imagen positiva del cuerpo de la mujer era una postura bastante radical. El 28 de octubre de 1908 acudió a una reunión sobre el sufragio femenino en el Ayuntamiento de Nueva York, donde habló sobre los derechos de la mujer. Ella donó dinero para la causa y se manifestó repetidamente como defensora de los derechos, la igualdad y la independencia de la mujer. Su propia vida personal fue consistente con esos ideales, tomando como nombre artístico el de soltera de su madre y negándose a dejar su carrera a pesar de su matrimonio. 
Friganza utilizó su fama para pedir más derechos para las mujeres, así como para promocionar las artes entre los más necesitados económicamente. En ese sentido, muchas de sus actuaciones iban dirigidas a huérfanos y a niños de familias necesitadas. 
Trixie Friganza se casó por vez primera con un hombre no conocido a finales de los años 1890, del cual se divorció en septiembre de 1899. Su segundo matrimonio, en verano de 1901, fue con el Dr. Barry, médico a bordo del buque Bohemian. La pareja se divorció varios años después, aunque la fecha exacta no se conoce. El 20 de agosto de 1909 se publicó que Friganza tenía una relación con Nat M. Wills, aunque no volvió a hablarse de ello, y la actriz no se casó con él. Su tercer matrimonio, que tuvo lugar en Nueva York el 10 de marzo de 1912, fue con su mánager, Charles A. Goettler. Ella solicitó el divorcio en el verano de 1914. No consta que volviera a casarse. Durante todos sus matrimonios, ella nunca cambió su nombre, y siempre se negó a abandonar su carrera en el mundo del espectáculo. Friganza no tuvo ningún hijo.

### Últimos años
Trixie Friganza sufría artritis desde los años 1930, y a causa de ello hacia 1940 ya no pudo trabajar en el cine y en el teatro. En 1940 dejó todos sus bienes a la Academia Flintridge Sacred Heart, una escuela y convento en La Cañada Flintridge, California. Allí dio clases de arte dramático mientras su salud se lo posibilitó. 
Trixie Friganza falleció en La Cañada Flintridge en 1955, a los 84 años de edad. Dejó todos sus bienes a la Academia y a la administración del estado. Fue enterrada en el Cementerio Calvary, en los Ángeles.

## Teatro
- Pearl of Pekin’ (1889)
- The Tar and the Tartar (1890, Carlton Opera Co.)
- Jupiter (1891, Carlton Opera Co.)
- The Mascot (1892–94, Digby Bell Opera Co.)
- Prince Kam o A Trip to Venus (1893–94)
- One Christmas Night (1894)
- The Little Trooper (1894)
- The Little Joker (1894–95)
- Fleur de Lis (1895)
- A Trip to Chinatown (1896–97)
- La Poupee (1897)
- The Man in the Moon (1898–99)
- The Country Sport (1898–99)
- The Casino Girl (1900)
- The Belle of Bohemia (1900–01)
- The Whirl of the Town (1901)
- The Rounders (1901)
- The Gay Parisienne (1901–02)
- The Belle of New York (1902)
- The Chaperons (1902)
- Sally in Our Alley (1903)
- The Darling of the Gallery Gods (1903)
- The Dress Parade (1903)
- The Prince of Pilsen (1903)
- The Sultan of Sulu (1904)
- Higgledy-Piggledy (1905, Joe Weber Music Hall Stock Co.)
- The Girl From Paris (1906)
- Twiddle-Twaddle (1905)
- The Three Graces (1906)
- His Honor the Mayor (1906)
- The Orchid (1906–07)
- The Girl from Yama (1907)
- The American Idea (1908)
- The Sweetest Girl in Paris (1910–11)
- The Passing Show (1912–13, Winter Garden Co.)
- Town Topics (1915)
- Canary Cottage (1916–17)

## Filmografía
- Mind Over Motor (1923)
- The Charmer (1925)
- Proud Flesh (1925)
- The White Desert (1925)
- The Coming of Amos (1925)
- The Road to Yesterday (1925)
- Borrowed Finery (1925)
- The Waiter from the Ritz (1926)
- Monte Carlo (1926)
- Almost a Lady (1926)
- The Whole Town's Talking (1926)
- A Racing Romeo (1927)
- Gentlemen Prefer Blondes (1928)
- Thanks for the Buggy Ride (1928)
- My Bag o'Trix (1929)
- Free and Easy (1930)
- Strong and Willing (1930)
- The Unholy Three (1930)
- Myrt and Marge (1933)
- Wanderer of the Wasteland (1935)
- Silks and Saddles (1936)
- A Star is Born (1937)
- How to Undress in Front of Your Husband (1937)
- If I Had My Way (1940)

## Apodos
- "The Cincinnati Girl"
- "The Perpetual Flapper", llamada así por The Billboard en 1931
- "The Champagne Girl"

## Galería fotográfica

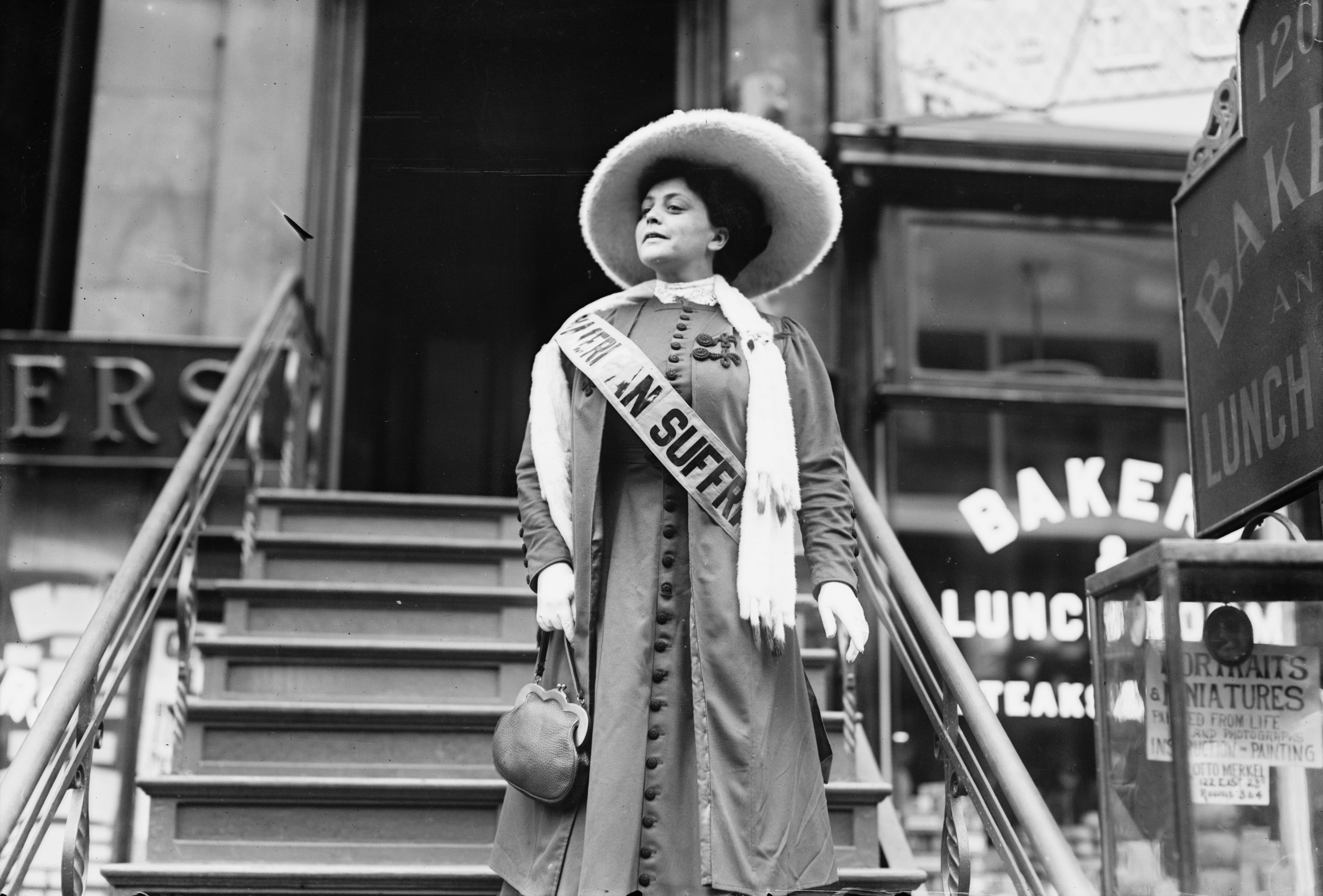
Trixie Friganza en una maniestación de sufragistas
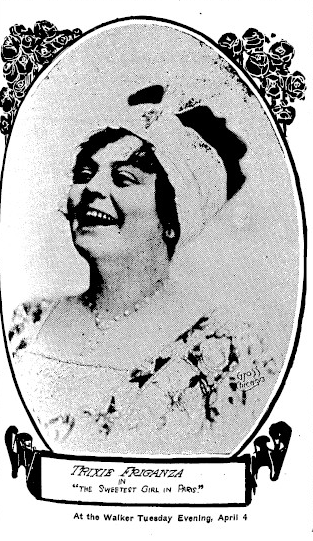
Trixie Friganza en 1911